# معركة شيروياما
معركة شيروياما (بالإنجليزية: Battle of Shiroyama)‏ (باليابانية: 城山の戦い) وقعت في 24 سبتمبر عام 1877م في كاغوشيما، اليابان. كانت المعركة الاخير في ثورة ساتسوما، حيث وقف الساموراي قليلو العدد بقيادة سايغو تاكاموري وقفتهم الأخيرة ضد قوات الجيش الإمبراطوري الياباني بقيادة ياماغاتا أريتومو وكاوامورا سومي-يوشي. توجت المعركة بإبادة جيش سايغو وبموته، آذنة بنهاية ثورة ساتسوما.

## المعركة
بعد الهزيمة في حصار قلعة كوماموتو والمعارك الأخرى في وسط كيوشو، فرت بقية قوات الساموراي الناجية الموالية لسايغو تاكاموري إلى ساتسوما، وسيطرت على تلة شيروياما المطلة على كاجوشيما في الأول من سبتبمر عام 1877.
بدأت قوات الجيش الإمبراطوري بقيادة الجنرال ياماغاتا اريتومو والبحرية بقيادة الأدميرال كاووامورا سومي-يوشي بالوصول واصبح الثوار محاصرون. بسبب خسائر القتلى والانشقاقات لم يبق لسايغو إلا 500 ساموراي من أصل 20000 ، والذين قد سبق لهم أن حاصروا الحامية الحكومية في كوماموتو قبل ستة اسابيع فقط.
بلغ عدد جنود ياماغاتا 30000 . وعلى الرغم من تفوقه امضى وقتا في بناء سلسلة من التحصينات لمحاصرة سايغو ولإحباط أي محاولة للاختراق، بالإضافة لطلبه لخمس سفن أن تقصف الثوار حتى يضعف دفاعاتهم. خطط ياماغاتا أن يهاجم من كل الجهات، وفي جهد لمنع أي محاولة للهرب، أمر بإطلاق النار على كل موقع يحصل فيه اشتباك بغض النظر عن الخسائر في جنوده. دافع سايغو عن موقعه بعدد قليل من البنادق وقطع قليلة من المدفعية، كما قام بإذابة بعض التماثيل المعدنية لإنتاج الذخيرة.
بعد إطلاق المخزون الأخير من المدفعية والذي استمر طوال اليل، هاجم رجال ياماغاتا موقع سايغو. بعد اطلاق كثيف للنار هاجم الساموراي خطوط الجيش الإمبراطوري الذي لم يتدرب لقتال السيوف القريب. في دقائق قليلة تحول الخط المنظم إلى فوضى. تغلب الساموراي الماهرون في استعمال السيوف على الجيش ذو التدريب القليل. لوقت قليل صمد خط سايغو لكن تراجع بسبب قلة الأعداد .
أصيب سايغو إصابة مميتة في الشريان الفخذي والمعدة، حمله بيبو شينسوكي اسفل التلة ليجد مكانا ينهي حياته. قطع بيبو رأس سايغو وخبأه حتى لا يجده العدو. بعد موت سايغو، بيبو وبقية الساموراي أشهروا سيوفهم واندفعوا على الجيش الإمبراطوري نحو حتفهم. وبموتهم انتهت ثورة ساتسوما.

## بعد المعركة
كلفت ثورة ساتسوما الحكومة مقدارا عظيما من المال، مجبرة الحكومة على طباعة العملة الورقية بدلا من الذهب. كما انهى التمرد طبقة الساموراي , والجيش الامبراطوري الجديد المجند اجباريا بغض النظر عن الطبقة الاجتماعية قد أثبت نفسه في المعركة . في 22 فبراير 1889 , عفا الإمبراطور ميجي عن سايغو بعد موته . التماثيل في حديقة أوينو , طوكيو وبالقرب من أطلال قلعة كاغوشيما أنشئت لذكرى سايغو. صنف سايغو تاكاموري كبطل مأسوي من قبل الشعب.